# Het schilderij (hoorspel)
Het schilderij is een hoorspel naar een eenakter van William Dinner & William Morum. De VARA zond het uit op maandag 17 februari 1958, in de serie Eenakters van onze tijd. D. van Rheden zorgde voor de vertaling en de regisseur was S. de Vries jr. Het hoorspel duurde 21 minuten.

## Rolbezetting
- Vera Bondam (de moeder-overste)
- Nell Koppen (zuster Louise)
- Henny Orri (zuster Benedicta)
- Els Bouwman (zuster Martha)
- Joke van den Berg (zuster Vincenta)
- Annemarie van Ees (zuster Thérèse)
- Sylvia Schipper (de vrouw uit het dorp, Rose Pinkerton)

## Inhoud
Het stuk speelt in de recreatiezaal van een klein klooster. Zuster Thérèse heeft een surrealistisch schilderij van de Heilige Maagd gemaakt en dat hebben de anderen nu overdekt met een wit laken, omdat ze het foeilelijk vinden. Ze begrijpen niet dat moeder-overste het niet verbrandt, maar die vindt dat de kunst verschillende vormen kan aannemen zonder godslasterlijk te worden. Daarbij was het model een eenvoudige boerenvrouw en de zusters vinden dat die niet waardig gekeurd had behoren te worden om te poseren…